# Bengt Landin (bildkonstnär)
Bengt Gustaf Lorentz Landin, född 18 januari 1933 i Kungsholms församling, Stockholm, är en svensk målare. Han är medlem i IX-gruppen och var lärare vid konstfackskolan 1967.
Bengt Landin fick sin utbildning vid Konstfack och Konsthögskolan, Stockholm.

## Representerad
- Moderna museet[4]
- Nationalmuseum[5]
- H.M Konung Gustaf VI Adolfs samling
- Kopparstickskabinettet i Dresden
- Göteborgs konstmuseum[6]
- Helsingborgs museum[7]
- Hallands konstmuseum[8]
- Smålands museum[9]
- Malmö museum,
- Kalmar konstmuseum[10],
- Sundsvalls museum,
- Falun museum,
- Västerås konstmuseum,
- Eskilstuna konstmuseum
- British Museum[11] med flera.